# William MacGregor
William MacGregor (ur. 20 października 1846 w Towie, zm. 3 lipca 1919 w Szkocji) – brytyjski lekarz i administrator kolonialny, w latach 1904–1909 gubernator Nowej Fundlandii, zaś w latach 1909–1914 gubernator Queenslandu.

## Życiorys

### Młodość i kariera medyczna
Był Szkotem, pochodził z hrabstwa Aberdeenshire, gdzie jego rodzina utrzymywała się z rolnictwa. Studiował medycynę na Uniwersytecie w Aberdeen oraz Uniwersytecie Edynburskim, w 1874 uzyskał prawo wykonywania zawodu lekarza. Pierwszym miejscem jego pracy był szpital psychiatryczny w Aberdeen. Następnie wyjechał na Seszele, skąd trafił na Mauritius, gdzie kierował szpitalem psychiatrycznym. Jego praca zwróciła uwagę ówczesnego gubernatora wyspy, Arthura Hamiltona-Gordona. Gdy w 1875 gubernator został przeniesiony na Fidżi, poprosił MacGregora, aby wyjechał tam z nim i objął kierownictwo nad całą służbą zdrowia w tej kolonii. Po przybyciu na Fidżi okazało się, że panuje tam epidemia odry, zaś opanowanie jej stało się pierwszym poważnym zadaniem MacGregora.

### Administrator kolonialny

#### Fidżi
W czasie swojej pracy na Fidżi MacGregor okazał się bardzo sprawnym zarządcą, w związku z czym stopniowo otrzymywał nowe obowiązki, nie związane już bezpośrednio z medycyną, doszedł nawet do stanowiska sekretarza kolonii, drugiego najwyższego w jej administracji. W 1884 zorganizował misję ratunkową, mającą ocalić rozbitków ze statku przewożącego kulisów. W 1886 reprezentował Fidżi na konferencji w Hobart, gdzie zebrali się przedstawiciele wszystkich kolonii brytyjskich z Australii i Oceanii.

#### Brytyjska Nowa Gwinea
W 1888 został mianowany administratorem Nowej Gwinei Brytyjskiej, pierwszym po oficjalnej aneksji tego terytorium przez Imperium Brytyjskie, o co przez lata zabiegały sąsiadujące z nim kolonie australijskie. Wkrótce okazał się jednak trudnym partnerem dla władz autonomicznych z Australii, zwłaszcza dla rządu Queensland, który liczył na możliwość taniego wykorzystywania papuaskich zasobów naturalnych i siły roboczej. MacGregor prowadził politykę maksymalnej emancypacji i równości miejscowej ludności, którą m.in. rekrutował do policji i zachęcał do działalności gospodarczej. Osobiście przemierzał trudno dostępne rejony południowo-wschodniej Nowej Gwinei, aby lepiej poznać podległy sobie obszar i jego mieszkańców.

#### Lagos
W latach 1898–1902 był gubernatorem Lagosu w dzisiejszej Nigerii, gdzie popadł w konflikt z częścią pozostałych urzędników brytyjskich, których publicznie krytykował. Dał się jednak poznać jako promotor kwestii związanych ze zdrowiem. Wspierał prowadzone na podległym mu terenie badania Ronalda Rossa, któremu udało się dowieść ponad wszelką wątpliwość, iż malaria jest przenoszona przez moskity. W 1902 Ross otrzymał za swoją pracę Nagrodę Nobla w dziedzinie medycyny.

#### Nowa Fundlandia i Queensland
Po dwuletniej przerwie w pracy na placówkach kolonialnych, w 1904 został gubernatorem Nowej Fundlandii. Terytorium to cieszyło się już wówczas dużym stopniem autonomii, w związku z czym MacGregor nie musiał już brać zbyt aktywnego udziału w zarządzaniu kolonią, ale za to często mediował między jej rządem autonomicznym a rządem centralnym w Londynie. W 1909 został przeniesiony na stanowisko gubernatora Queensland, wówczas już stanu Australii, gdzie jego rola była jeszcze bardziej ceremonialna i pozbawiona realnej władzy. Unikał publicznych sporów z rządem stanowym, jednak w swojej tajnej korespondencji przesyłanej do Londynu mocno krytykował go za złe traktowanie Aborygenów, a także lekceważenie kwestii badań naukowych, niezbędnych dla rozwoju gospodarczego.

### Emerytura i śmierć
W 1914 jego kadencja w Australii dobiegła końca, po czym powrócił do Szkocji. Po wybuchu I wojny światowej wygłaszał wykłady na temat kolonializmu niemieckiego, który dobrze poznał w czasie swej pracy w Oceanii. W 1919 poddał się operacji, związanej z niedrożnością jelit i kamicą żółciową, na które cierpiał. Wkrótce po tym zabiegu zmarł w wyniku komplikacji. Miał 72 lata.

## Odznaczenia, wyróżnienia i upamiętnienie
W 1881 otrzymał Order św. Michała i św. Jerzego klasy Kawaler. Osiem lat później został Rycerzem tego orderu, co dało mu prawo dopisywania przed nazwiskiem tytułu sir. W 1907 otrzymał ten order po raz trzeci, w najwyższej klasie Rycerz Wielkiego Krzyża. W 1897 został Kawalerem Orderu Łaźni, zaś 1914 został honorowym członkiem Tajnej Rady.
Był doktorem honoris causa następujących uczelni: Uniwersytet w Cambridge, Uniwersytet w Aberdeen, Uniwersytet Edynburski i Uniwersytet Queenslandu.
Na jego cześć nazwane zostały dwa osiedla w Australii, oba o nazwie Macgregor: jedno w Brisbane, a drugie w Canberze.